# Половинное (Целинный район)
Полови́нное — село в Целинном районе Курганской области. Центр Половинского сельсовета.
Село расположено на областной автомобильной трассе Целинное-Курган.

## История
Село основано в конце XVI века после того, как в 1574 году царь Иван Грозный выдал купцам Строгановым жалованную грамоту на владение зауральскими землями по реке Тобол. Купцы в свою очередь снарядили отряды казаков под руководством Ермака на покорение Сибирского ханства и хана Кучума, в том числе владевшим сегодняшним Зауральем. В 1586 году Зауралье вошло в состав Русского государства, и именно поход Ермака положил начало массовому переселению крестьян в Сибирь. В основном, это были беглые крестьяне.
Своим названием Половинное обязано озеру, которое находится в центре села. Первые жители этих мест назвали озеро Половинным, потому что оно находилось на одинаковом расстоянии — около 50 вёрст — между Куртамышевской крепостью и станицей Усть-Уйской. Возможно, озеро, а затем и хутор, нарекли военные, которые по приказу первого генерал-губернатора Оренбургской губернии Ивана Неплюева в то время строили Уйско-Тобольскую оборонительную линию.
До 1917 года входило в состав Заманиловской волости Челябинского уезда Оренбургской губернии. По данным на 1926 год состояло из 371 хозяйства. В административном отношении являлось центром Половинского сельсовета Долговского района Челябинского округа Уральской области.
В 1928 году в селе Половинном образована артель «Авангард», которая приобрела 8 тракторов и распахала многолетнюю залежь на площади 400 гектаров, получив хороший урожай. Об этом факте, как о рекордном при первичном освоении целинных земель Зауралья, сообщено в «Очерках истории Курганской области».
Село Половинное стало второй родиной для советского поэта Леонида Ивановича Куликова. В 2020 году у Половинного был установлен памятный стенд, на котором написано: «Здесь с 1941 по 1962 гг. жил детский поэт Леонид Иванович Куликов». Инициатором установки выступил калининградский журналист Андрей Выползов.
Летом 2021 года Половинное посетил популярный немецкий видеоблогер Уве Нимайер. Иностранец, по собственному признанию, влюбился в «Сибирскую Италию», как он прозвал Курганскую область. Зауральское село Половинное поначалу он и выговорить не смог: у него выходило – «Палля-финна». В интервью газете «Совершенно секретно» Нимайер сказал: «Когда меня спросят немцы, где ты был целую неделю, я отвечу просто: „Был в раю!“ Немецкие туристы уже объездили полмира, им не интересны морские пляжи или каменная европейская архитектура. Уверен, что они с радостью проводили бы отпуск в этих сказочных домиках (сам Нимайер три ночи блаженствовал во вросшей уже в землю избе, где всю жизнь прожила Зоя Ивановна Белобородова – долгожительница из села Половинное. – Прим. ред.), гуляли бы по берёзовым лесам и работали на огородах. Ещё бы и платили вам, чтобы помахать тяпкой или лопатой».

## Население
| 1989 | 2002  | 2010 |
| ---- | ----- | ---- |
| 1311 | ↘1138 | ↘989 |

По данным переписи 1926 года в селе проживало 1581 человек (713 мужчин и 868 женщин), в том числе: русские составляли 97 % населения.

## Экономика
У села Половинного расположено крупное Глубоченское железорудное месторождение с запасами 484 млн тонн. Содержание железа в руде составляет до 34 % (данные 2007 года). Для сравнения, содержание железа в основных российских месторождениях не превышает 30 %.
Ранее (1961—1965) в окрестностях села Половинного работала Долговская геологоразведочная партия Курганской экспедиции (начальник партии Иван Максимович Круглов). В октябре 2012 года губернатор Курганской области Олег Богомолов провёл переговоры с канадской компанией First Iron Group Plc. по вопросу вложения средств в разработку месторождений железных руд на территории Курганской области, в частности, у села Половинного Целинного района.

## Аномалия
19 декабря 2012 года — за два дня до объявленного «конца света» — во дворе жителя села Половинного Сергея Штырова зафиксировано аномальное природное явление. Из 15-метровой скважины в 30-градусный мороз лилась вода, температура которой достигала плюс 20 градусов.

## Примечание
1. 1 2  Всероссийская перепись населения 2010 года. Численность населения Курганской области
2. 1 2  Список населённых пунктов Уральской области. — Свердловск: Издание орготдела Уралоблисполкома, Уралстатуправления и окружных исполкомов, 1928. — Т. 15: Челябинский округ. — 88 с.
3. ↑  Памятный стенд известному курганскому детскому поэту Леониду Куликову появился в Целинном районе Архивная копия от 27 ноября 2021 на Wayback Machine // Официальный сайт правительства Курганской области 15.10.2020
4. ↑  Село и немцы Архивная копия от 25 июля 2021 на Wayback Machine // «Совершенно секретно» 23.07.2021
5. ↑  Из 15-метровой скважины в 30-градусный мороз полилась горячая вода. Дата обращения: 29 декабря 2012. Архивировано из оригинала 21 января 2013 года.